# 大囍臨門
《大囍臨門》（英語：The Wonderful Wedding）是一部2015年賀歲電影，由導演黃朝亮執導，主要演員包括豬哥亮、林心如 、李东学、寇世勳、夏禕、林美秀領銜演出。

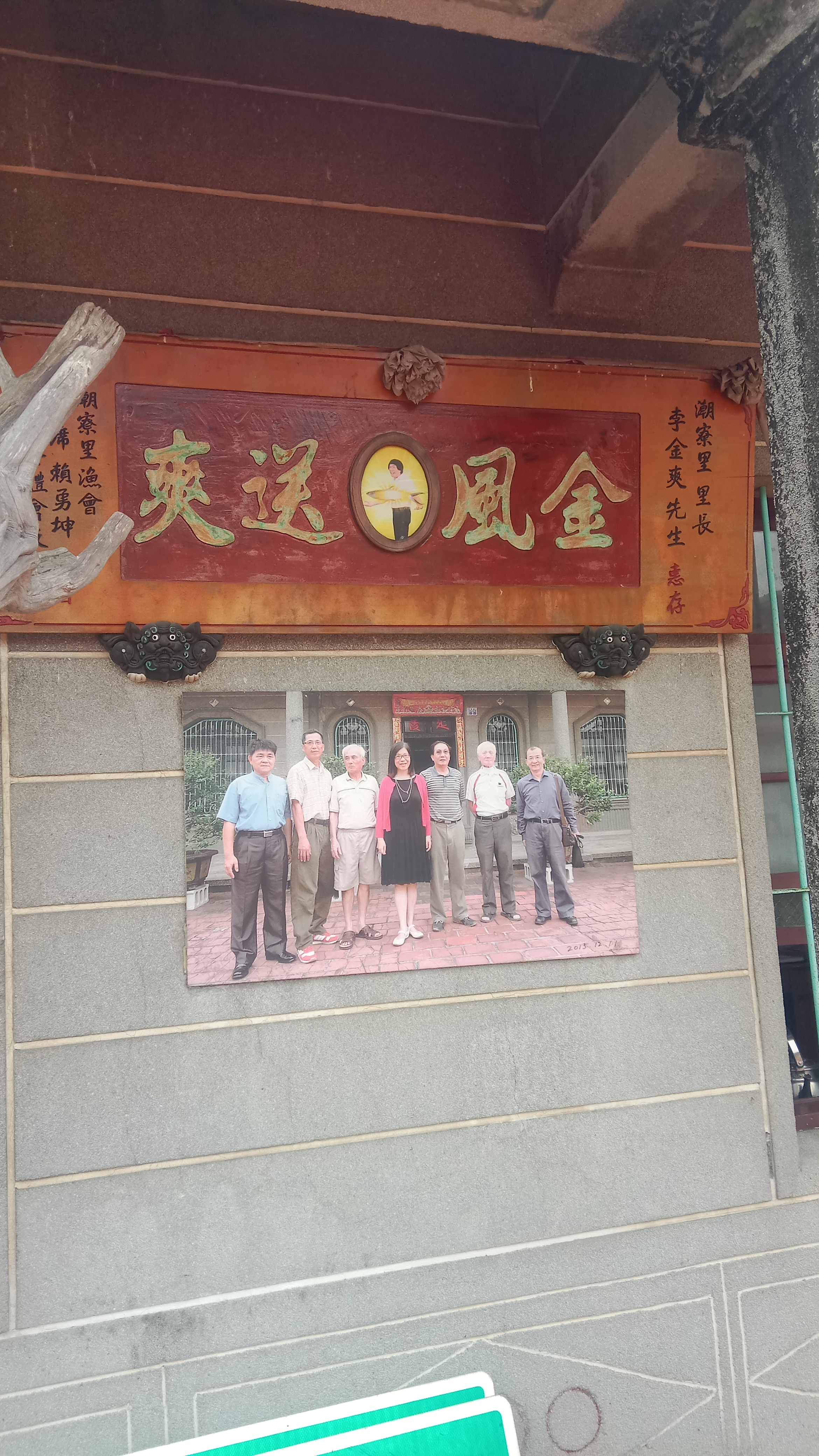
大寮區吳家古厝牌匾（攝於2025年2月）

## 劇情綱要
32歲的李淑芬終於要與小她三歲的高飛結婚了！這個中國大陸男子看似樣貌堂堂、一表人才、斯文得體，不過他可是名副其實的「媽寶」?台灣話不會講、蝦子不會剝、真馬不會騎、連結婚都是看媽媽面子。而淑芬的老爸李金爽看高飛是越看越不爽，不捨女兒「外銷」中國大陸，規矩訂得比台北101還要高！
聘金的數字、迎娶的人數、流水席的禮數、婚禮的禁忌，要說到完，口水都沒沫。還好，大囍媒婆錢頌伊有pro級手腕、everybody都愛；眼看新娘就要娶進門，卻突然哭跑了。

## 劇情內容
故事先以淑芬和其友人頌伊在美國洛杉磯的職場生活為開端，一群年輕未婚女子想告別單身，爭先恐後的搶購淑芬所設計的婚紗，身為資深婚紗設計師的淑芬，和身為企業主管的男友高飛交往並且同居，在某日床事結束後，淑芬用驗孕棒得知自己已懷有身孕的事實。鏡頭轉到高雄市大寮區的潮寮里，連任多屆的里長李金爽，正籌備著幫母親李簡素珠辦80大壽，壽宴當天，潮寮里的村民湧進了李家的三合院內，霎時間，小小的院子裡頓時水洩不通、萬人空巷 ，並且，在此時此地，連吃東西也是很深奧的一門學問，米粒要吃完，不然會窮苦，麵線不能斷 不然會折壽，這些繁雜又無科學根據的禮儀，無非是南部鄉下老一輩人的專利。一日，淑芬帶高飛回高雄看父母，卻遭偏本土派的金爽百般刁難，他認為不論在距離及語言文化上，都和高飛有相當大的隔閡，淑芬若遠嫁外國恐無幾寧日，然而金爽在妻女的勸說下心軟，但要求高家必須遵照臺灣傳統婚嫁禮俗，從媒人錢頌伊牽線（納采），到雙方家長面談（問名），談大定小定（納吉、納徵）滿族人認為尾數1是吉利的，100,001代表十全十美、10,001代表年年有餘，而臺灣人卻覺得雙數才適宜，雙方因此鬧的不愉快，小媽(張靜)甚至認為，金爽是為了錢才將女兒嫁出，雙方不歡而散，高飛顏面盡失，要求淑芬將懷孕一事說出，令金爽心軟，在金爽得知淑芬懷有身孕一事及錢頌伊苦口婆心的勸說下，雙方合議以大定300萬，小定30萬成交，將淑芬嫁給高家。然而出身卑微的小媽始終對金爽的奇特作風充滿成見且斤斤計較，金爽不願因自己貪小便宜的性格悔了女兒一生幸福，便將大定300萬還給高家。接著雙方在中國北京夫家依滿族婚嫁傳統舉辦了另一場婚禮，金爽夫婦偕同部分里民出席共襄盛舉，婚禮起初流暢，但到了跪拜父母時，小媽抱怨高飛不應先跪岳父母，並出言不遜調侃高飛生母及金爽，雙方爆發衝突，而淑芬在沖突中體悟到自己跟高飛的感情竟是因高飛想孝敬生母的副產物，而傷心逃婚。高飛之父高守自知錯在己身，因而特地前往臺灣和李家致歉，並擔保絕不讓淑芬在高家受任何委屈，金爽聽了心情大開，決定再給小倆口一個復合的機會，最後，高飛跟著金爽，習得了南部人特有的料理手藝，此時，淑芬也順利產下一子，劇情圓滿落幕。

## 演員

### 李家（潮寮里服務處）
| 演員   | 角色     | 介紹 |
| 豬哥亮 | 李金爽   | 李金爽 潮寮里老里長 李簡美照之夫 李簡素珠之兒子 李淑芬之父親 簡李彩樺之哥哥 高飛之岳父 為人海派，但對於嫁女兒格外謹慎，名字諧音為臺語「你真爽」。 |
| 林心如 | 李淑芬   | 李淑芬 32歲，婚紗設計師 高飛之妻 李金爽、李簡美照之女兒 高李良之母親 李簡素珠之孫女 簡李彩樺之姪女 高守、張靜、王玥之媳婦 錢頌伊摯友兼同事 從事婚紗設計，提親前已懷孕 與高飛曾經歷過多次分合。 |
| 素 珠  | 李簡素珠 | 李簡素珠 80歲，潮寮里里長嬤 李金爽、簡李彩樺之母親 李淑芬之祖母 相當贊成孫女的婚事，對高飛極為滿意。 |
| 林美照 | 李簡美照 | 李簡美照 潮寮里老里長夫人 李金爽之妻 李淑芬之母親 高飛之岳母 李簡素珠之媳婦 簡李彩樺之大嫂 亦贊成女兒婚事，為金爽與女兒間的調解人。名字諧音為臺語「你幹不走（你偷不走）」。 |
| 王彩樺 | 簡李彩樺 | 簡李彩樺 簡道乾之妻 李金爽之妹妹 李簡素珠之女兒 李淑芬之姑姑 經營少女綜藝團事業(南部婚宴流水席多見) 相當重視蠅頭小利 講話相當滑稽且不得體，姪女結婚，她唱成喪事(有喔)；婚宴會場下起西北雨，她說會遇水則發;姪女婆家吵架，她說在演甄嬛傳；姪女在北京婚宴會場逃婚，她大肆宣揚自己抽中跑車，特殊造詣風格，令人不解及髮指。 |
| 陳慕義 | 簡道乾   | 簡道乾 簡李彩樺之夫 李簡素珠之女婿 李金爽之妹婿 李淑芬之姑丈 夫妻二人經營辦桌生意，名字諧音為「撿到錢」。 |
| 林美秀 | 錢頌伊   | 錢頌伊 李淑芬之好友兼同事，後為現成媒人婆。中文名字諧音為「千頌伊」，名字諧音為臺語「錢送他」。 |

### 高家(果爾勒斯家族)
| 演員     | 角色          | 介紹 |
| 李東學   | 高 飛         | 高飛 29歲 李淑芬之夫 高守、王玥之兒子 張靜之繼子 高海倫同父異母之哥哥 高李良之父親 李金爽、簡美照之女婿 出生于北京的满族 與李淑芬交往，從事股市投資買賣，和自己的父親、繼母關係甚差，因此碰觸到自己家庭的議題時，會非常動怒。由於他13歲的時候母親和生父離婚，得不到來自生父的疼愛與溫暖，故難以開口稱呼高守及金爽「爸爸」 |
| 寇世勳   | 高 守         | 高守 張靜之夫 王玥之前夫 高飛、高海倫之父親 李淑芬之公公 個性隨和客氣，從事房地產投資 雖然一開始與李金爽有點心結，但開朗的個性逐漸冰釋與李金爽的嫌隙，在北京婚宴張靜鬧場事件後，也盡了自己的力量讓雙方再度和好，圓滿把婚事辦成                                                                                            |
| 夏 禕    | 小 媽 (張 靜) | 張靜 前反派角色 高守之妻(二房) 高飛之繼母 高海倫之母親 李淑芬之繼婆 因自幼命苦，長大後也只能當別人二房，導致她個性吝嗇及錙銖必較，並且處處刁難李家，不可一世的態度讓雙方的婚事陷入僵局 最後她選擇敞開心胸，讓高飛及淑芬復合                                                                                               |
| 董 娉    | 大 媽 (王 玥) | 王玥 高守之前妻 高飛之母親 個性與小媽張靜不同，對於兒子和淑芬的戀情給予支持，也是本片最先同意兩人戀情的長輩 高飛對其母親非常尊敬及珍惜，在北京的婚宴上堅持要她出席 |
| 九 孔    | 小 張 (隨 從) | 小張 高守之隨從 小媽之大哥 個性無厘頭，在海倫與金爽合照時逗趣的拉了金爽的馬桶蓋髮型，在北京婚宴上因妹妹對高飛生母咄咄逼人，而忍不住對妹妹打了一巴掌 |
| 筠熹yuhi | 小 妹 (海 倫) | 高海倫 高守、張靜之女兒 高飛同父異母之妹妹 打扮時尚潮流，見到李金爽時誤認為馬桶蓋頭明星，向其要求合照 |

### 相關角色
| 演員     | 角色                    | 介紹                                                                                           |
| 黃西田   | 安日平 (安爸)           | 潮寮里民 安良衛之父親 訂婚時，曾被錢頌伊找來充當高家親友                                       |
| 黃泰安   | 安良衛 (安仔)           | 潮寮里民 安日平之兒子 訂婚時，曾被錢頌伊找來充當高家親友；名字被李金爽取笑為「啊娘喂」（媽呀） |
| 浩 子    | 豬哥浩                  | 潮寮里民，養豬戶 曾於淑芬大寮婚禮時表演蚌殼舞                                                  |
| 阿 翔    | 賣菜翔                  | 潮寮里民，菜農 曾於淑芬大寮婚禮時表演蚌殼舞                                                    |
| 邱逸峰   | －                      | 李淑芬同事 婚紗工作室唯一男性                                                                  |
| 林梨亞   | －                      | 李淑芬同事                                                                                     |
| Mia      | －                      | 李淑芬同事                                                                                     |
| 林采薇   | －                      | 李淑芬同事                                                                                     |
| Esse     | －                      | 李淑芬同事                                                                                     |
| 高盟傑   | 吳義祺 517(五夭拐) 司機 |                                                                                                |
| 程韻融   | 婦產科婦女              |                                                                                                |
| 金美滿   | 婦產科婦女              |                                                                                                |
| Mini     | 伴娘                    |                                                                                                |
| NueNue   | 伴娘                    |                                                                                                |
| 莊緯翔   | 里幹事                  |                                                                                                |
| 楊小黎   | 記者                    |                                                                                                |
| 彭裕宏   | 記者                    |                                                                                                |
| 莊緯翔   | 里幹事                  |                                                                                                |
| 司徒穎霜 | 飯店服務員              |                                                                                                |
| 宋子昀   | 高飛同事                |                                                                                                |
| 丹 佐    | 高飛同事                |                                                                                                |
| 李 杏    | 高飛同事                |                                                                                                |

### 特別客串
| 演員   | 角色       | 介紹                                                                                              |
| 林俊傑 | 林俊傑     | 高飛好友 北京婚宴賓客兼演出者，片中獻吻                                                           |
| 任賢齊 | 任賢齊     | 高飛好友 北京婚宴賓客兼演出者，片中獻吻                                                           |
| 藍正龍 | 機場人員   | 機場人員（被錢頌伊指出長得像藍正龍） 扣留錢頌伊未依法申報的人民幣，並要求她留下相關資料，反被搭訕 |
| 华少   | 婚礼主持人 | 婚礼主持人                                                                                        |

## 電影歌曲
| 曲別   | 歌曲名稱   | 作詞   | 作曲   | 演唱者                                    |
| 主題曲 | 歡喜來恰恰 | 陳國華 | 陳國華 | 金四喜 （陳建瑋、荒山亮、羅時豐、郭金發） |
| 插曲   | 好想好想你 | 陳國華 | 陳國華 | 九九（Sophie Chen）                       |

## 拍攝地點
- 高雄意誠堂與三多四路(李家前往高雄市區的聚餐地點，步出堂門時遭高飛的轎車濺出的水花濕身)
- 東港鎮東港漁港(漁產集貨地，專產黑鮪魚，亦為高守與金爽談判處)
- 林園區溪洲里工業一路旁(李金爽的虱目魚養殖地)
- 高雄市健新醫院婦產科(淑芬做產檢之處)
- 高雄市大寮區潮寮里吳家古厝(李宅)
- 高雄市大寮區健康街(金爽要高家人站住那條路，因為來四個人不吉利)
- 旗津風車公園(淑芬北京婚變後的散心地)
- 願景橋及鼓山區美術東一路&美術東二路口(高飛發生車禍的地點)
- 台中中僑花園飯店(高飛家人來台恰婚時暫時入宿的旅店)
- 屏東福灣莊園(高、李兩家人協商婚事之處)
- 高雄市前鎮區三多四路(高飛車過的一段路)
- 北京市朝陽區東三環光華橋(金爽一家人前往北京高家時途經的地標)
- 北京大觀園(淑芬與高飛完婚之處)
- 北京市

## 票房
台灣方面，首日票房為新台幣1100萬元；首週五天票房為新台幣1億元；次週票房累計至新台幣1.9億元；第三週票房累計至新台幣2.3億元；最終全台票房為新台幣2.5億元。

## 周邊商品
| 原聲帶                 | 唱片編號 | 光碟 | 唱片公司 | 音樂類型 | 發行日期      | 曲目 |
| ---------------------- | -------- | ---- | -------- | -------- | ------------- | --- |
| 《大囍臨門》電影原聲帶 | FEM-0001 | 1    | 美樂帝   | 電影配樂 | 2015年3月27日 | 01.歡喜臨門 02.皆大歡喜 03.各顯神通 04.田園風光 05.親一個嘛 06.針鋒相對 07.一觸即發 08.大戰爆發 09.各懷鬼胎 10.幸福之初 11.為父之淚 12.大囍之日 13.和樂融融 14.上天之意 15.樂極生悲 16.力挽狂瀾 17.暴雨肆虐 18.雨過天晴 19.順應天意 20.喜鵲歸來 21.終於引爆 22.好想好想你 23.愛的真諦 24.歡樂滿堂 25.歡喜來恰恰 |

## 分級
| 國家/地區 | 分級   |
| 中華民國  | 保護級 |

## 外部連結
- 大囍臨門的Facebook專頁
- Yahoo奇摩電影上《大囍臨門》的資料（繁體中文）
- 開眼電影網上《大囍臨門》的資料（繁體中文）
- 香港影庫上《大囍臨門》的資料（繁體中文）
- 雅虎香港電影上《大囍臨門》的資料（繁體中文）
- 时光网上《大囍臨門》的資料（简体中文）
- 豆瓣电影上《大囍臨門》的資料 （简体中文）
- 互联网电影数据库（IMDb）上《大囍臨門》的资料（英文）
- AllMovie上《大囍臨門》的资料（英文）